# Lycosa narbonensis cisalpina
Lycosa narbonensis là một phân loài nhện trong họ Lycosidae.
Loài này thuộc chi Lycosa. Lycosa narbonensis cisalpina được Eugène Simon miêu tả năm 1937.

## Hình ảnh

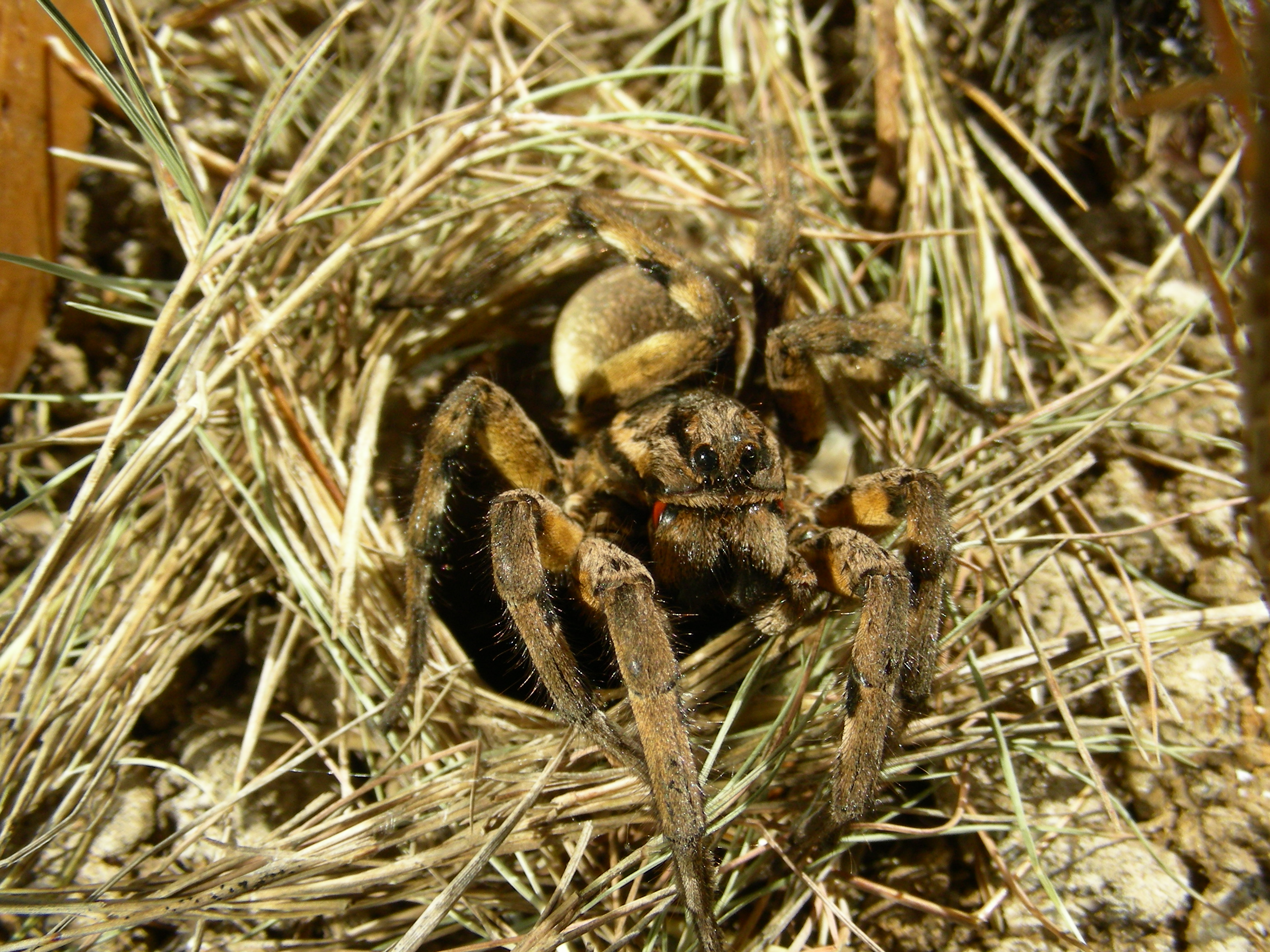
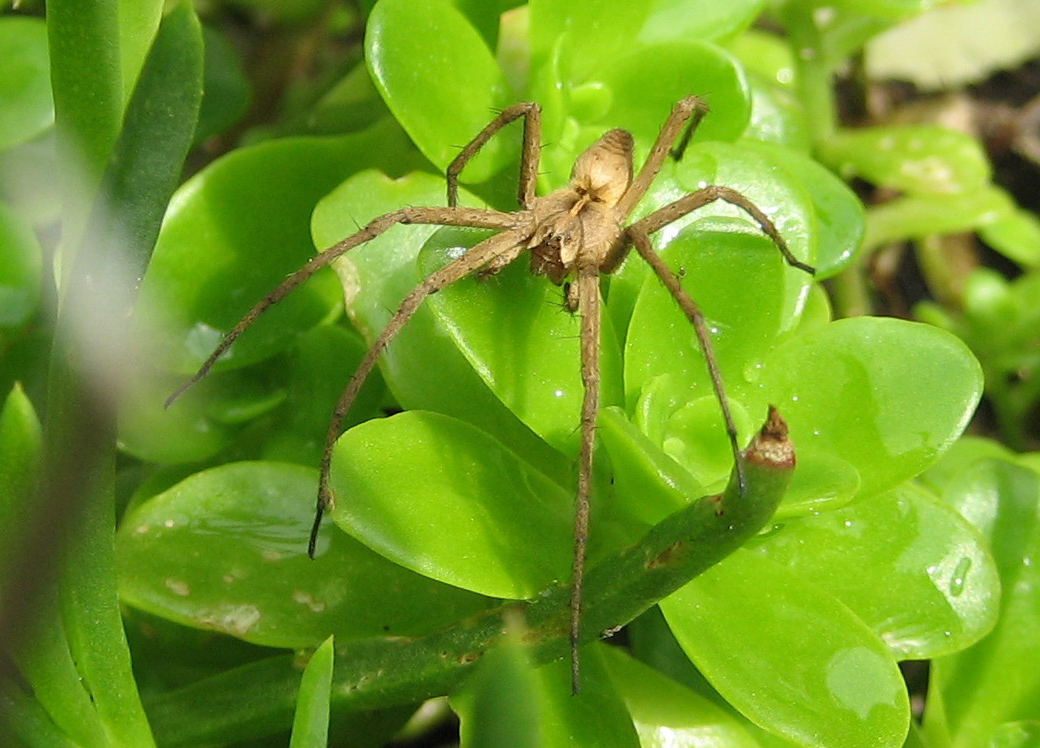
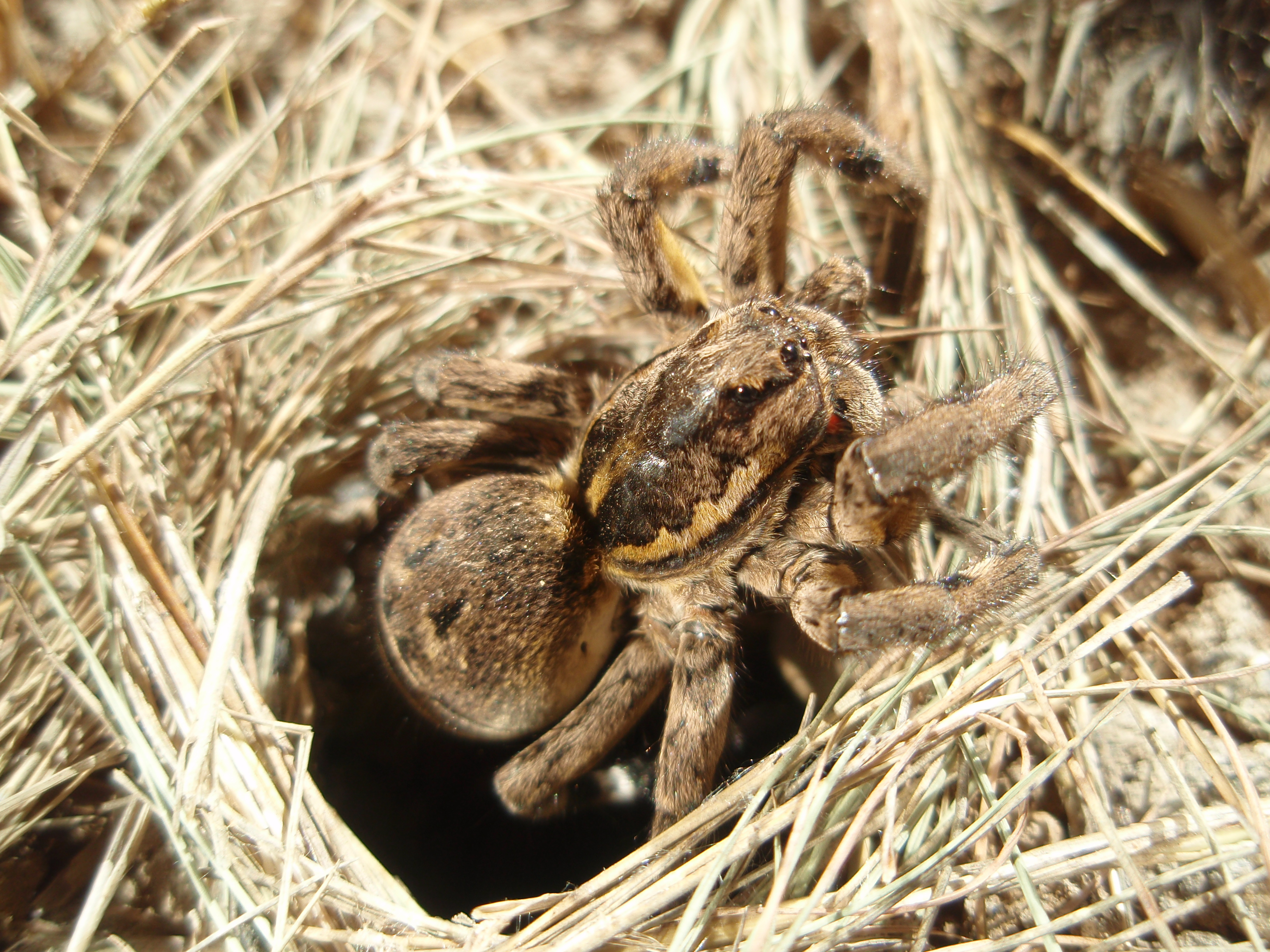